# Älta
Älta is een plaats in de gemeente Nacka in het landschap Södermanland en de provincie Stockholms län in Zweden. De plaats heeft 9274 inwoners (2005) en een oppervlakte van 327 hectare.

## Verkeer en vervoer
Bij de plaats lopen de Länsväg 229 en Länsväg 260.